# Encephalartos cycadifolius
Encephalartos cycadifolius là một loài thực vật hạt trần trong họ Zamiaceae. Loài này được (Jacq.) Lehm. mô tả khoa học đầu tiên năm 1834.